# Luciferfabriek
Een luciferfabriek is een fabriek waar lucifers worden vervaardigd.

## Proces
In een luciferfabriek vinden een aantal onderscheiden processen plaats:
- De ingrediënten voor de kop en het strijkvlak worden bereid door middel van malen, mengen, en aanmaken met water tot een pap.
  - De kop bevat bijvoorbeeld: 50% kaliumchloraat, 5% kaliumchromaat, 5% zwavel, 25-30% vulmiddel, zoals glasmeel, zinkwit, of krijt, 15% lijm en eventueel een kleurstof, bijvoorbeeld rode oker of vermiljoen. Ook andere stoffen worden wel toegepast, zoals kaliumnitraat, lood(II)nitraat, lood(IV)oxide en antimoonsulfide.
  - Het strijkvlak bevat bijvoorbeeld: 53% rode fosfor, 10% antimoonsulfide, 13% roet of minerale verf en 24% lijm. Andere hier voor gebruikte stoffen zijn: bruinsteen, lood(II)oxide en bariumsulfaat.
- De stokjes worden gewoonlijk vervaardigd van populierenhout. Populieren kunnen 25 jaar na hun aanplant al gekapt worden. Dit hout wordt in schijven gezaagd, van de bast ontdaan en vervolgens geschild, zodat vellen ter dikte van één stokje ontstaan. Deze worden tot stokjes versneden en in ammoniumfosfaat gedrenkt om nagloeiing te verhinderen, en in paraffine gedompeld om de ontvlambaarheid te verbeteren. De stokjes worden gedompeld in het koppenmateriaal dat in droogschappen stolt en wordt uitgehard. Overigens wordt slechts 50% van het hout effectief gebruikt. Het houtafval kan worden gebruikt als energiebron of tot spaanplaat worden verwerkt.
- De doosjes, bestaande uit een huls en een lade, werden tot 1970 vervaardigd van fineerhout dat beplakt werd met papier. Tegenwoordig worden de doosjes uit dun karton vervaardigd. Op de zijkanten van de huls worden de strijkvlakken aangebracht en op de bovenzijde het etiket.
- De doosjes worden gevuld en vervolgens verpakt.
- Soms worden ook luciferboekjes geproduceerd. zowel het omslag als de lucifers van deze boekjes zijn vervaardigd uit dun karton.

## Luciferfabrieken

### Nederland
De geschiedenis van de Nederlandse luciferproductie loopt van omstreeks 1855 tot 1979.
- Vanaf omstreeks 1855 werden lucifers in Den Haag op ambachtelijke wijze vervaardigd.
- In 1870 werd de fabriek Mennen & Keunen te Eindhoven opgericht.
- In 1870 werd Van Hoogendijk & v/d Capellen te Teteringen opgericht, verkocht aan Dijkerman & Co.
- In 1870 werd door H.J. Köster & Co. bij de Drostenborg te Uiterburen bij Zuidbroek een fabriek gesticht met 54 werknemers, waaronder arbeiders uit Duitsland. Kösters compagnons trokken zich in februari 1872 terug. Nadat Köster een rechtszaak tegen hen had gewonnen, vertrok hij op 15 januari 1874 spoorslags naar Duitsland, waarna de fabriek nog diezelfde dag afbrandde. De activiteiten werden voortgezet in Hannover. De lucifers werden merkloos dan wel met een Zweeds etiket op de markt gebracht.
- In 1873 werd door Hoogendijk in Wenum op het landgoed De Rotterdamsche Kopermolen een luciferfabriek opgericht, die in 1877 werd verplaatst naar Wormen nabij Ugchelen. Deze werd gesloten in 1892.
- In 1880 werd Vissers & Langemeijer te Eindhoven opgericht. Deze fabriek werd in 1884 door Mennen & Keunen overgenomen.
- In 1881 werd te Roermond eene inrichting tot de vervaardiging van ongevaarlijke lucifers gestart door Gabriëls, Geelen & Co.,fabrikant van  aardappelmeel, druivensuiker en schoensmeer.  Hier werd geproduceerd tot 1885.
- In 1882 werd door Frederik de Leeuw te Deventer de Sallands Tändsticksfabriks "De Ooievaar" opgericht, overgenomen door de gebroeders Rudolf en Hendrik van Otterbeek Bastiaans. De fabriek werd gesloten in 1889.
- In 1883 kwam de fabriek De Eem van de firma Beuker & Van der Valk te Amersfoort in bedrijf. Deze werd gesloten in 1887.
- In 1885 werd door Charles Loyens de Stoomluciferfabriek De Vlinder te Breda opgericht. Deze werd gesloten in 1967.
- In 1887 ontstond overcapaciteit. De Vereenigde Nederlandsche Lucifersfabrieken (VNLF) werd opgericht, bestaande uit de fabrieken te Eindhoven, Deventer, Amersfoort en Apeldoorn. De laatstgenoemde fabrieken werden gaandeweg gesloten.
- In 1895 stichtte Hermann Johann Köster te Schiedam de Lucifersfabriek Lumen, die in 1896 afbrandde. De fabriek werd daarna in de jaren 1897 tot 1899 voortgezet in Amsterdam.
- In 1907 werd de Bredase fabriek van Charles Loyens verkocht aan Eras & Paulson. Paulson had een vulmachine uitgevonden.
- In 1908 werd te Venlo een lucifersfabriek opgericht, en wel Neuss & Co..
- In 1916 begon Charles Loyens een nieuwe fabriek in Roosendaal.
- In 1920 kocht de Zweed Ivar Kreuger alle nog bestaande Nederlandse luciferfabrieken op, teneinde een monopolie te verwerven. Het betrof Breda, Teteringen, Roosendaal en Eindhoven. Hij bracht ze samen in de Vereenigde Hollandsche Luciferfabrieken (VHLF). De fabrieken in Roosendaal en Teteringen werden gesloten en de overige fabrieken werden ondergebracht in Swedish Match.
- In 1936 werd door Frans Otten een fabriek in Weert gebouwd, die Vlinder Lucifers (met vlinderplaatjes op het etiket) en Weerter Lucifers produceerde. Deze werd gesloten in 1967.
- In 1967 werd door VHLF een moderne fabriek te Eindhoven gebouwd. Breda en Weert sloten. Hier werden Molen Lucifers geproduceerd (met windmolens op het etiket).
- In 1979 werd de productie in Eindhoven beëindigd, en daarmee verdween de luciferindustrie uit Nederland.

Ten behoeve van de luciferindustrie werden er, met name in de omgeving van Eindhoven, veel populieren aangeplant.

### België
De geschiedenis van de luciferproductie in België loopt van 1835-1998.
- In 1835 richtte schoensmeerfabrikant Balthazar Mertens te Lessen de eerste Belgische luciferfabriek op. Deze werd in 1850 verplaatst naar Geraardsbergen.
- In 1850 opende M. Bides een fabriek, ook te Geraardsbergen, die in 1870 door Victor De Scheye als V.D.S. werd voortgezet.
- In 1860 werd te Ninove de eerste fabriek geopend door Van den Bossche, Violon & Cie., later de Allumetière de Ninove genaamd. Ook ontstonden de fabrieken van F. Hoebeke te Ninove en van C. de Lannoit te Geraardsbergen.
- In 1870 startte L. Byl-Campen te Geraardsbergen en F. Cobbaert (later: La Suèdoise genaamd). In 1907 werd deze fabriek overgenomen door Köbenhavens Export Tändstikfabrik (KET) In Gent werd Roche & Cie. opgericht.
- In 1880 bestonden er in België een 14-tal, meest kleine, luciferfabrieken. De grootste concentratie daarvan bevond zich te Geraardsbergen. België werd, na Zweden, het belangrijkste lucifer-exporterende land.
- In 1886 brak, ten gevolge van de zeer slechte sociale omstandigheden, te Geraardsbergen een staking uit.
- In 1907 was er ook sprake van Caussemille & Cie. te Gent, Les usines de Denderleeuw, La Grammontoise te Geraardsbergen en L. Cobbaert te Ninove.
- In 1912 werden een negental luciferfabrieken samengevoegd tot de Union Allumettière (UA). Onder de fabrieken: B. Mertens, Hoebeke & Co., KET, Van den Bossche, Usines de Denderleeuw en L. Matthijs te Havré. Drie fabrieken hiervan werden stilgelegd en los daarvan bestonden er nog 6 andere, onafhankelijke, fabrieken.
- In 1920 begon Ivar Kreuger ook de Belgische fabrieken op te kopen, om ze samen te voegen in de Svendska Tändsticks AB (STAB). In eerste instantie werden alle zes onafhankelijke fabrieken opgekocht, en deze werden verenigd in Fabriques Belges d’Allumettes (FBA). Hieronder: V. de Scheye, C. de Lannoit, L. Byl-Campen, Caussemille, Roche en de Nouvelle Fabrique d'Alumettes te Godarville. Alle Belgische luciferfabrieken waren nu geconcentreerd in Geraardsbergen en Ninove. Mercks te Ninove bleef nog (tot 1973) onafhankelijk.
- In 1920 werd te Zinnik de fabriek La Sonégienne opgericht, die in 1929 door UA werd overgenomen en in 1930 sloot.
- In 1921 werden de Belga Match fabrieken te Ninove opgericht door de gebr. Stevens. Zij werd in 1925 door UA overgenomen.
- In 1921 werd La Coloniale Allumetière te Ninove opgericht, welke onder andere Congo Match produceerde. Het bedrijf sloot in 1950.
- In 1923 werd het bedrijf Nervia Match te Okegem opgericht, maar dit bedrijf sloot weer in 1927.
- In 1923 startte eveneens nof S.A. Lux te Lessen, doch dit bedrijf werd in 1929 overgenomen door UNAL.
- In 1925 begon het bedrijf Dendra Match te Denderleeuw, waar het tot 1927 produceerde.
- In 1925 werd te Ninove ook Sofalgor opgericht. Deze fabriek werd in 1932 door STAB overgenomen, maar bleef in werking.
- In 1929 fuseerden UA en STAB tot Union Allumettière (UNAL). Een bekend merk van UNAL (later Union Match) was Three Torches.
- In 1944 werd door UNAL te Geraardsbergen een moderne luciferfabriek opgezet, alsmede een bedrijf om het houtafval tot spaanplaat te verwerken. Er werkten 1600 mensen. Deze fabriek bleef bestaan tot 1979. Het bedrijf bezat meer dan 2000 ha populierenaanplant.
- In 1948 werd door Swedish Match het Instituut voor Populierenonderzoek opgericht. Dit vooraanstaande instituut werd in 1982 door de Belgische overheid overgenomen en ging verder als Rijksinstituut voor de Populierenteelt.
- Door de komst van sigarettenaanstekers en piëzo-elektrische gasaanstekers verminderde, na een aanvankelijke opbloei, gaandeweg de vraag naar lucifers.
- In 1973 sloot Merckx te Ninove, de enige nog bestaande onafhankelijke luciferfabriek.
- In 1976 werd UNAL geïntegreerd met het Nederlandse VHLF. UNAL had haar hoofdkantoor in Brussel.
- In 1980 veranderde de naam UNAL in Union Match en het hoofdkantoor verhuisde van Brussel naar Geraardsbergen.
- In 1997 werd de naam Union Match veranderd in Swedish Match Belgium, waarna in 1998 de productie in België voorgoed werd gestaakt. De productie werd overgebracht naar Hongarije.